# Premio Barbara Dex
Il premio Barbara Dex (in inglese: Barbara Dex Award) è stato un riconoscimento non ufficiale con il quale veniva premiato l'artista peggio vestito all'Eurovision Song Contest.
Prende il nome da Barbara Dex, artista belga che nell'edizione del 1993 si è presentata con un abito che lei stessa aveva confezionato e che aveva attirato l'attenzione negativa dei commentatori e del pubblico.
La cantante si classifica all'ultimo posto e a causa di una regola introdotta proprio quell'anno il paese che arriva in ultima posizione non può partecipare all'edizione dell'anno successivo.
Il commentatore Willem van Beusekom affermò che si sarebbe dovuto creare in suo onore un premio all'abito più brutto e qualche anno dopo una coppia di amici olandesi, fan dell'Eurovision, creano proprio questo premio. I primi due anni sono loro stessi a scegliere i vincitori ma dal 1999 aprono le votazioni agli internauti che si iscrivono su un sito creato apposta, House of Eurovision. Dal 2017 il contest è stato gestito da Songfestival.be.

Cartina raffigurante i paesi che hanno il premio

Nessun vincitore della manifestazione ha mai vinto questo premio.
Portogallo, Macedonia del Nord e Serbia sono gli stati con il maggior numero di artisti premiati (2 a testa).
A marzo 2022 si è deciso di cancellare il premio a causa dell'accezione molto negativa che ha avuto negli ultimi anni.

## Elenco artisti premiati
| Anno | Paese | Artista | Canzone | Posizione                                                                                                   |
| ---- | --- | --- | --- | --- |
| 1997 | Malta | Debbie Scerri                                                                                               | Let Me Fly                                                                                                  | 9º |
| 1998 | Germania | Guildo Horn                                                                                                 | Guildo hat euch lieb!                                                                                       | 7º |
| 1999 | Spagna | Lydia | No quiero escuchar                                                                                          | 23º |
| 2000 | Belgio | Nathalie Sorce                                                                                              | Envie de vivre                                                                                              | 24º |
| 2001 | Polonia | Piasek | 2 Long | 20º |
| 2002 | Grecia | Michalis Rakintzis                                                                                          | S.A.G.A.P.O                                                                                                 | 17º |
| 2003 | Russia | t.A.T.u. | Ne ver', ne bojsja                                                                                          | 3º |
| 2004 | Romania | Sanda Ladoşi                                                                                                | I Admit | 18º |
| 2005 | Macedonia                                                                                                   | Martin Vučić                                                                                                | Make My Day                                                                                                 | 17º |
| 2006 | Portogallo                                                                                                  | Nonstop | Coisas de nada                                                                                              | SF: 19º |
| 2007 | Ucraina | Vjerka Serdjučka                                                                                            | Dancing Lasha Tumbai                                                                                        | 2º |
| 2008 | Andorra | Gisela | Casanova | SF: 15º |
| 2009 | Ungheria | Zoli Ádok                                                                                                   | Dance With Me                                                                                               | SF: 15º |
| 2010 | Serbia | Milan Stanković                                                                                             | Ovo je Balkan                                                                                               | 13º |
| 2011 | Georgia | Eldrine | One More Day                                                                                                | 9º |
| 2012 | Albania | Rona Nishliu                                                                                                | Suus | 5º |
| 2013 | Serbia | Moje 3 | Ljubav je svuda                                                                                             | SF: 11º |
| 2014 | Lituania | Vilija Matačiūnaitė                                                                                         | Attention                                                                                                   | SF: 11º |
| 2015 | Paesi Bassi                                                                                                 | Trijntje Oosterhuis                                                                                         | Walk Along                                                                                                  | SF: 14º |
| 2016 | Croazia | Nina Kraljić                                                                                                | Lighthouse                                                                                                  | 23º |
| 2017 | Montenegro                                                                                                  | Slavko Kalezić                                                                                              | Space | SF: 16º |
| 2018 | Macedonia                                                                                                   | Eye Cue | Lost and Found                                                                                              | SF: 18º |
| 2019 | Portogallo                                                                                                  | Conan Osíris                                                                                                | Telemóveis                                                                                                  | SF: 15º |
| 2020 | Evento annullato a causa della cancellazione della competizione principale dovuta alla pandemia di COVID-19 | Evento annullato a causa della cancellazione della competizione principale dovuta alla pandemia di COVID-19 | Evento annullato a causa della cancellazione della competizione principale dovuta alla pandemia di COVID-19 | Evento annullato a causa della cancellazione della competizione principale dovuta alla pandemia di COVID-19 |
| 2021 | Norvegia | Tix | Fallen Angel                                                                                                | 18º |

## Galleria d'immagini

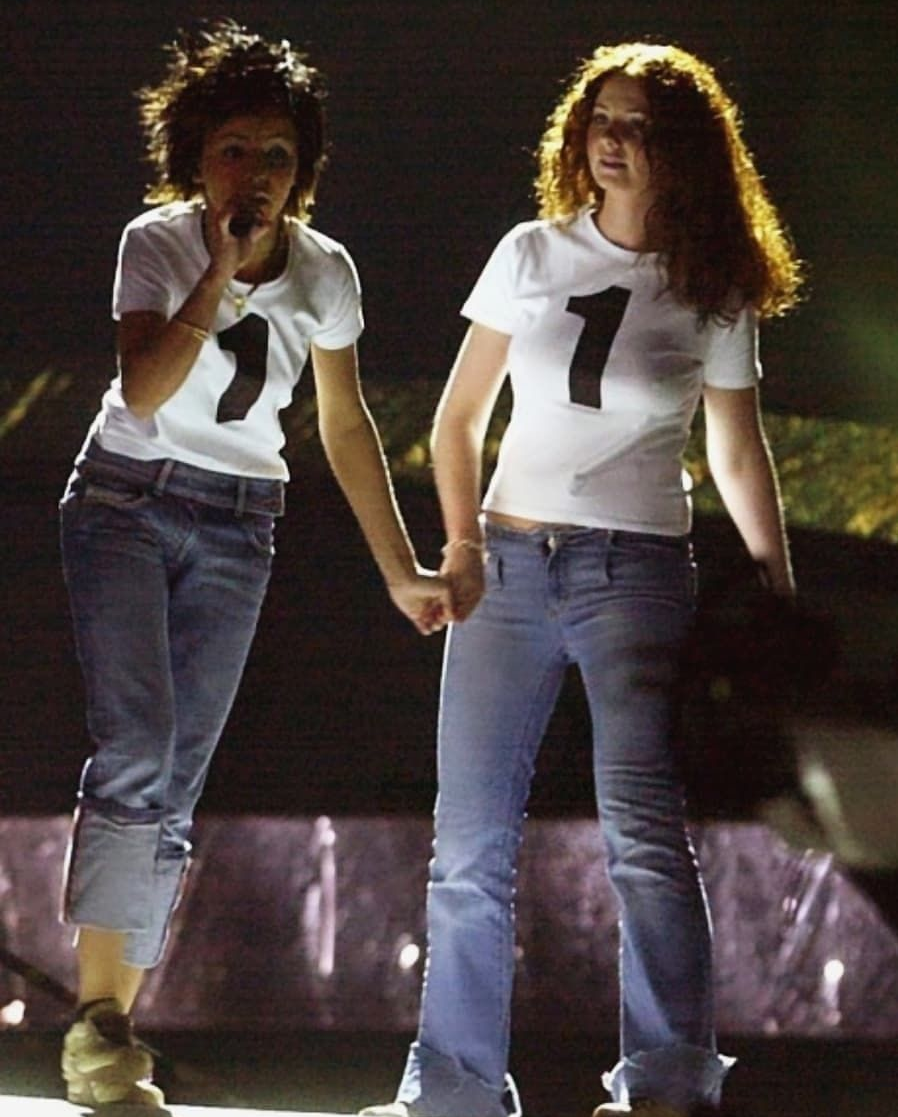
t.A.T.u. - 2003
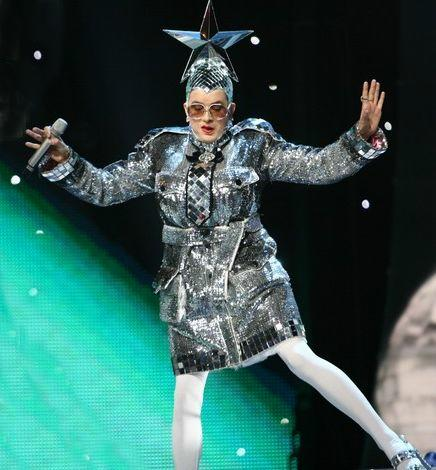
Vjerka Serdjučka - 2007
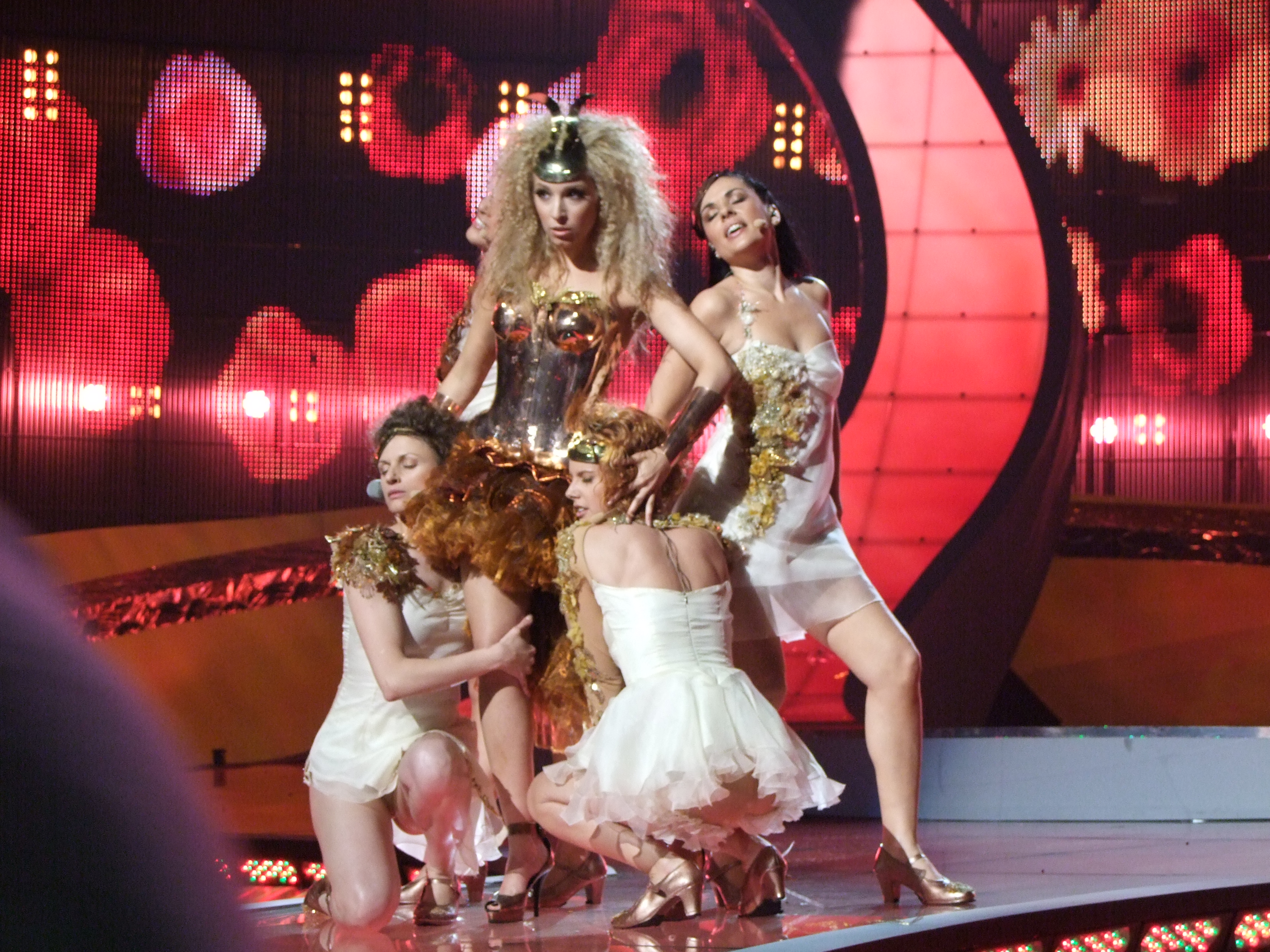
Gisela - 2008
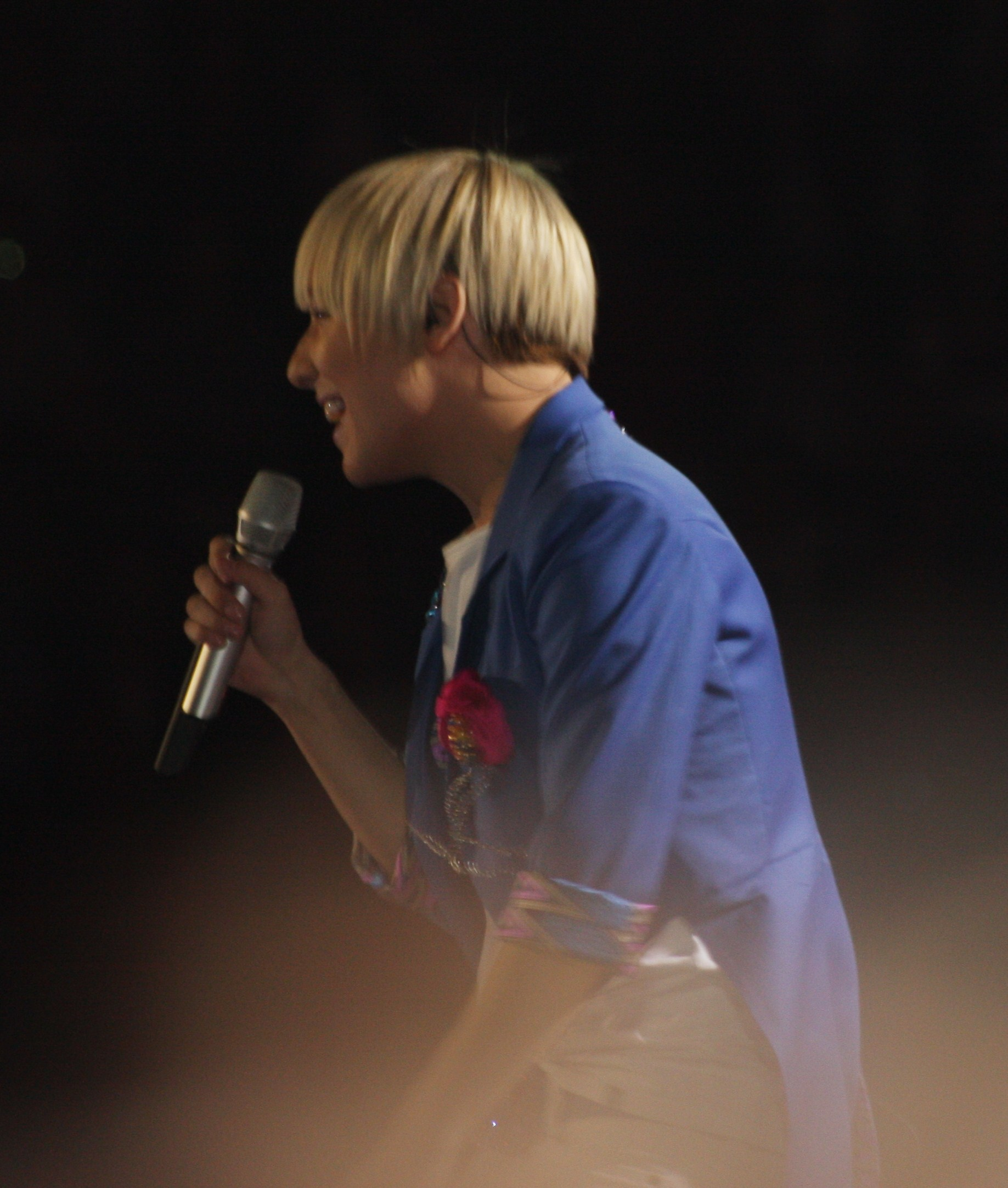
Milan Stanković - 2010
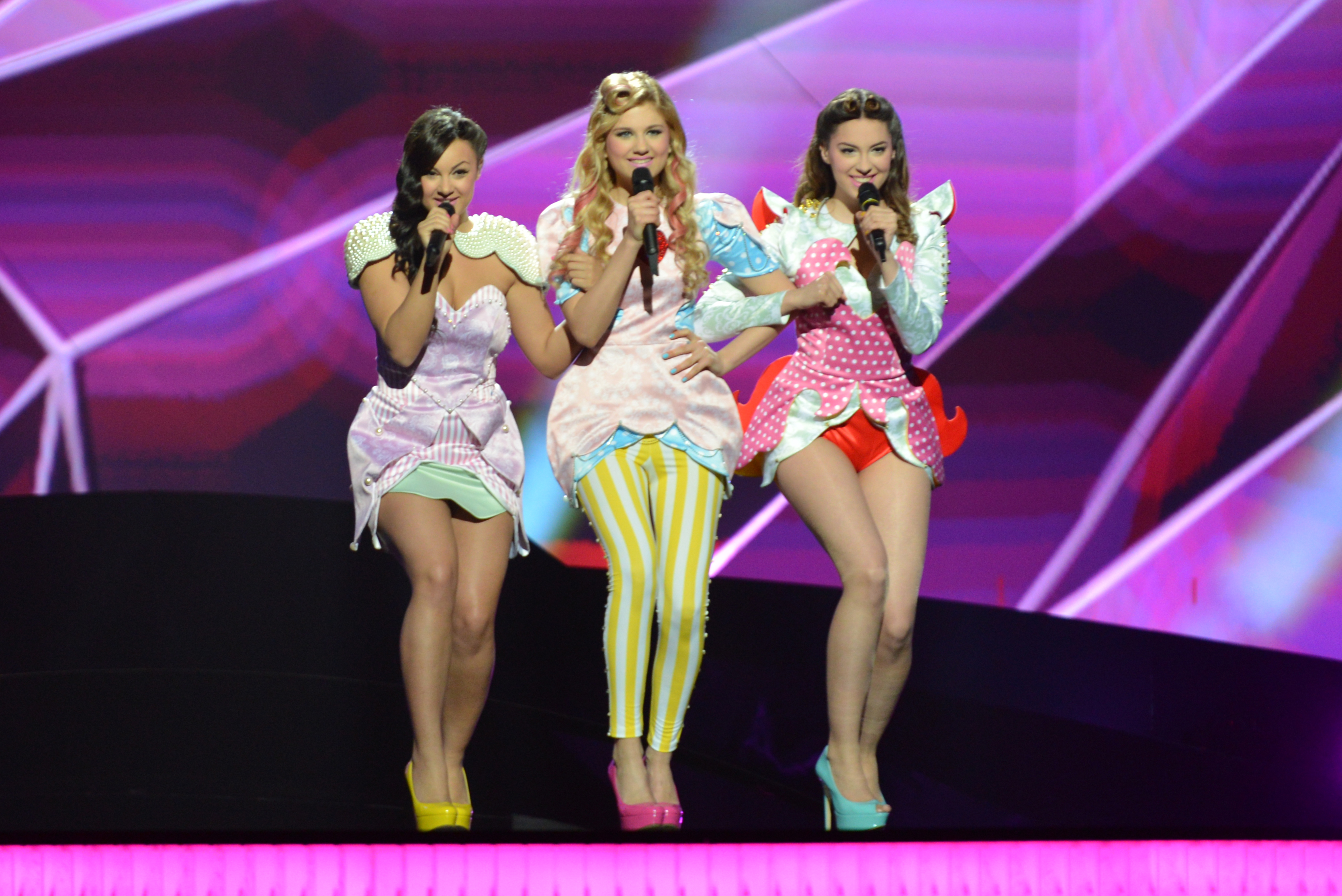
Le Moje 3 - 2013
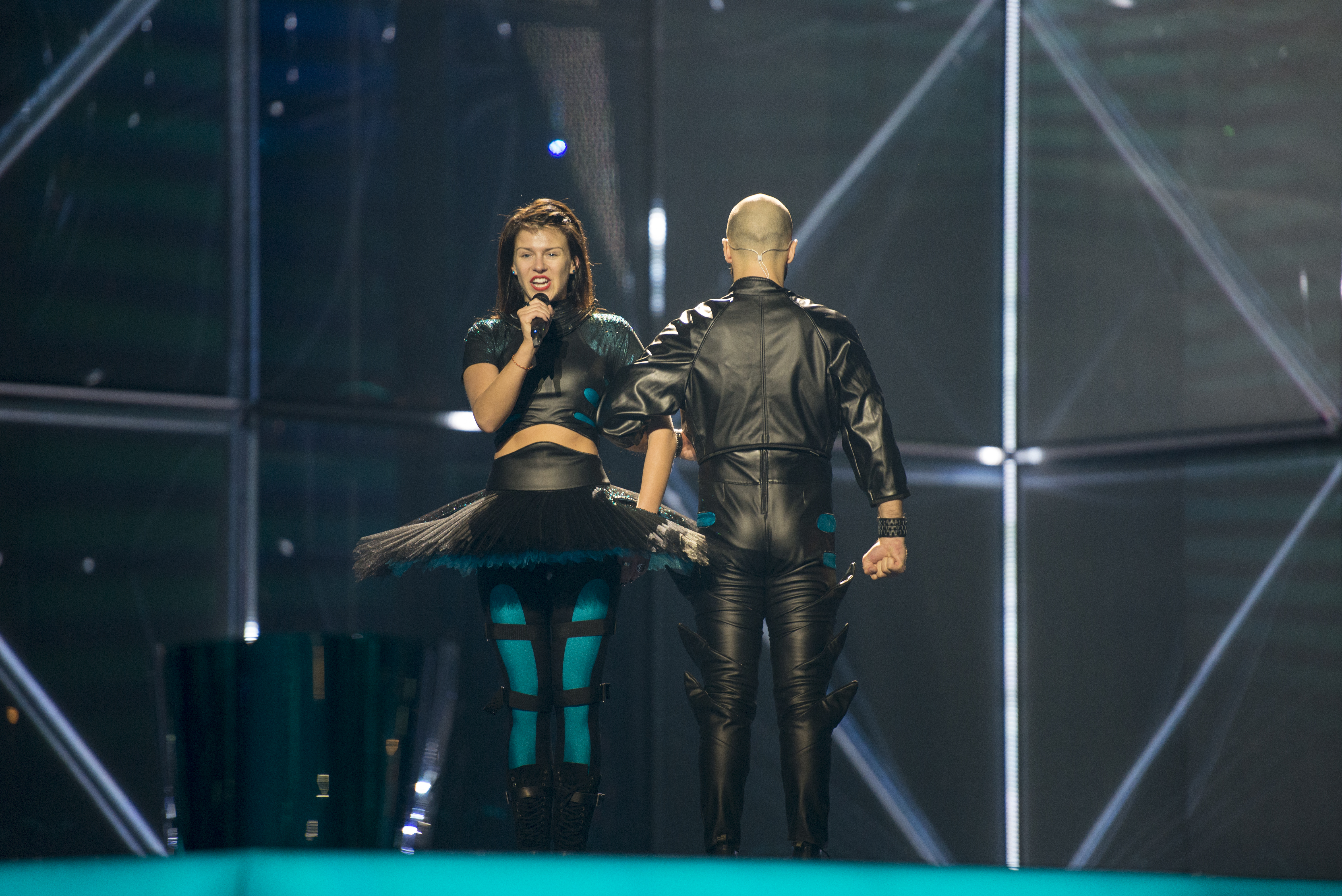
Vilija Matačiūnaitė - 2014
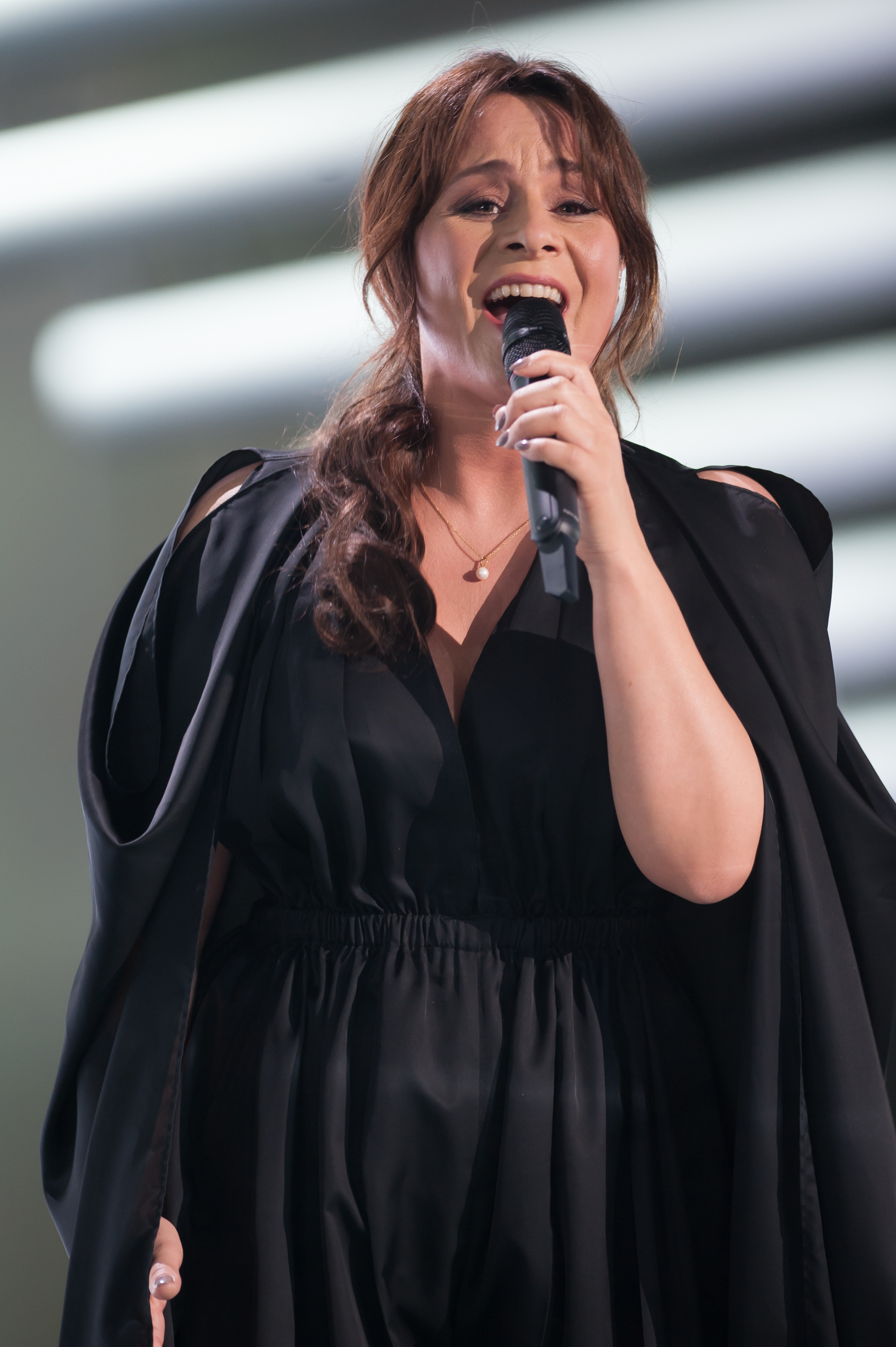
Trijntje Oosterhuis - 2015
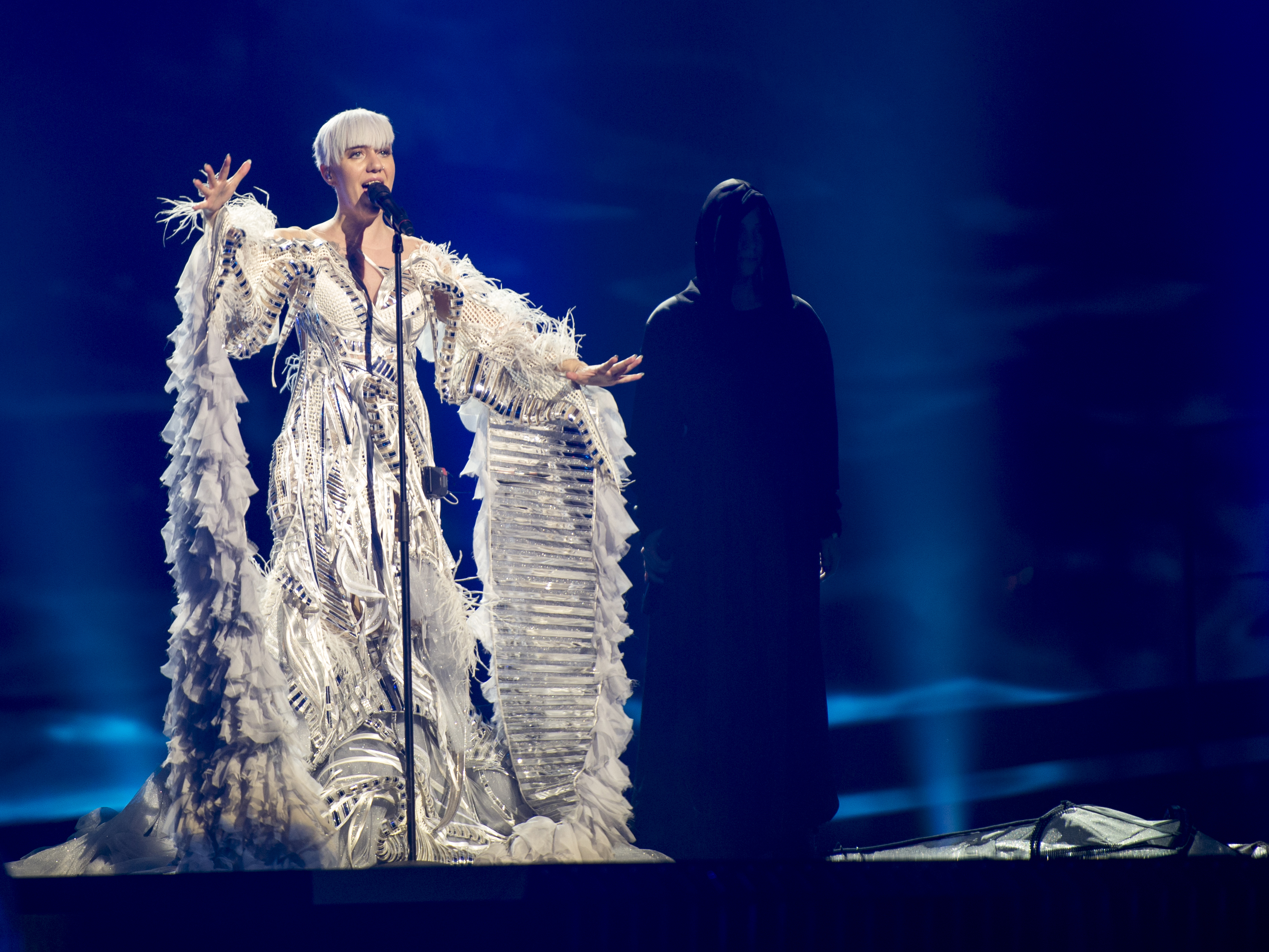
Nina Kraljić - 2016
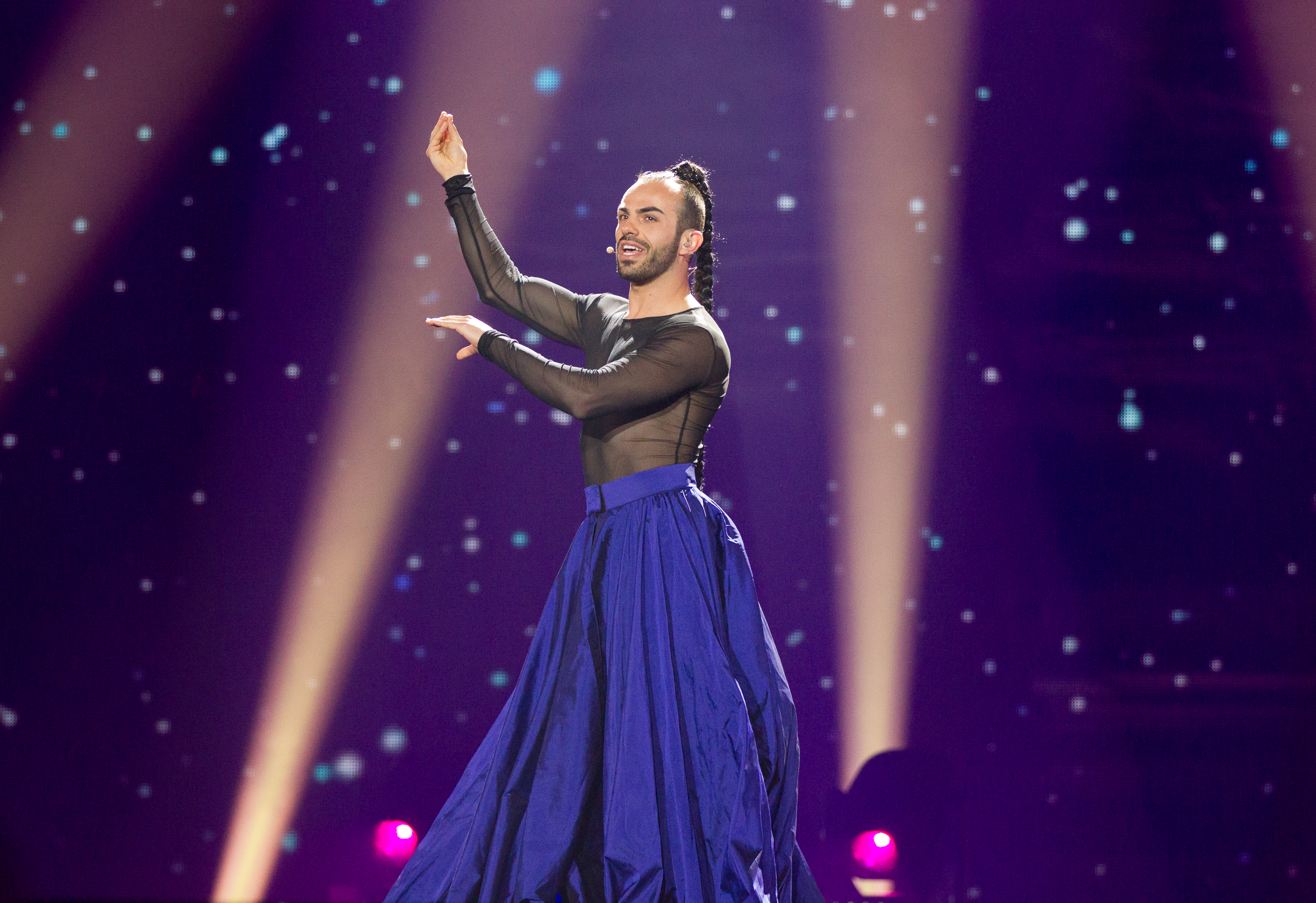
Slavko Kalezić - 2017
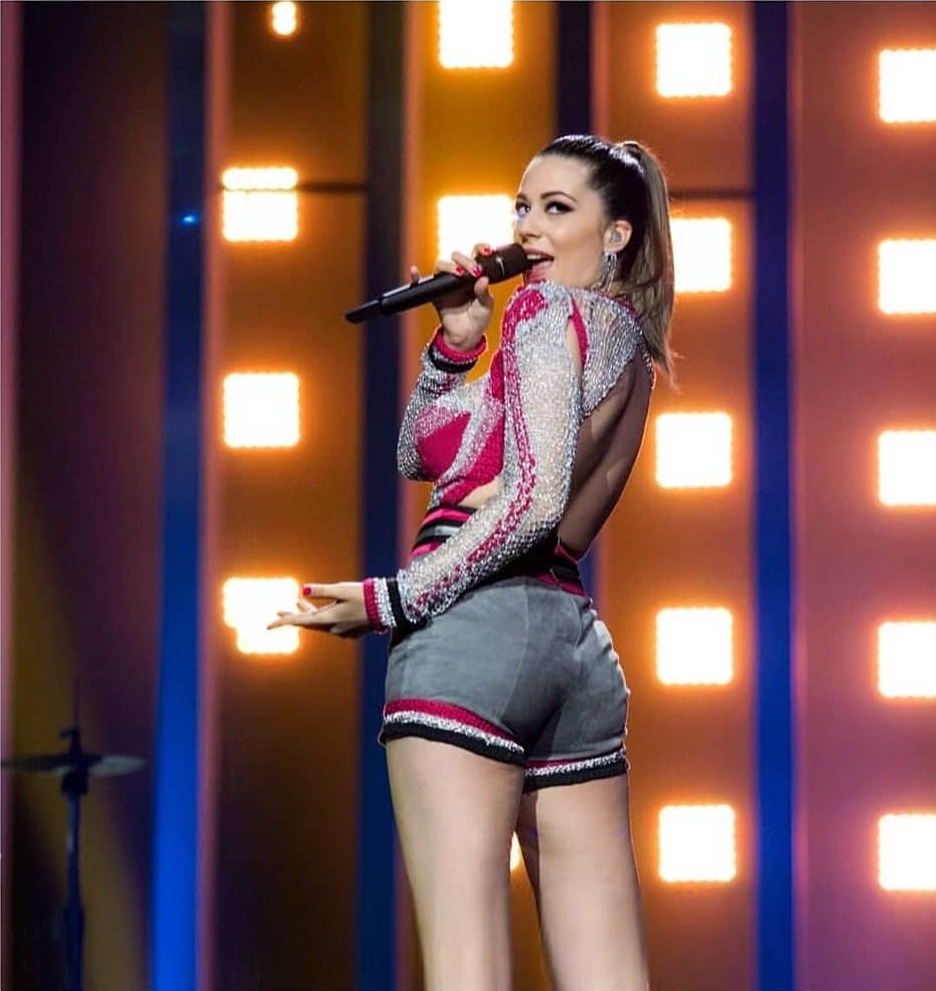
Marija Ivanovska, parte del gruppo Eye Cue - 2018
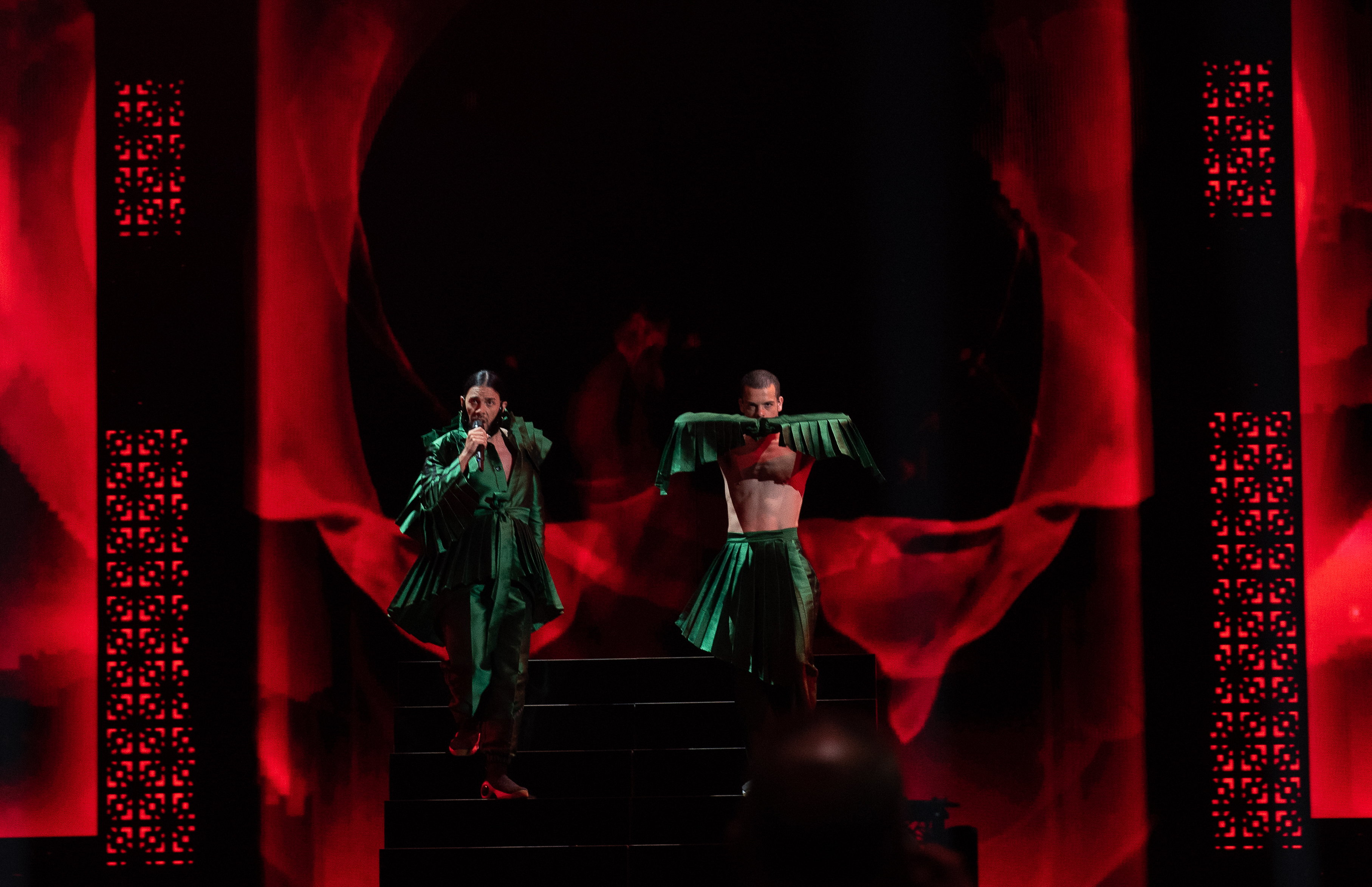
Conan Osíris - 2019